# 秋元美由
秋元 美由（あきもと みゆ、1990年2月16日 - ）は、日本のAV女優。
東京都出身、身長:159cm、スリーサイズ:B78(B)・W58・H85、血液型:O型。

## 略歴・人物
2008年9月にAVデビュー。

## 出演作品

### アダルトビデオ
2008年
- 首都圏 援交46 （9月2日、プレステージ）
- ミスキャンパス通信 File 03 （9月20日、プレステージ）
- 渋谷タムロ女子○生CLUB 03 （10月10日、プレステージ）
- ウリをはじめた制服少女84 立川ウリ少女 （10月22日、プレステージ）
- WCGF4U Welcome to Candid Girls' Fucks for You! （10月24日、HRC）…オムニバス作品 他出演:七咲楓花、片瀬未来、石黒リナ
- 制服美少女と性交 （11月5日、ドリームチケット）
- スクール水着更衣室レイプ （12月12日、I.B.WORKS）
- 小○生ロリコン教頭わいせつ盗撮 （12月12日、I.B.WORKS）
- みゆ （12月13日、無垢）

2009年
- みゆ 2 （1月13日、無垢）
- REC 58 （1月14日、プレステージ）
- 痴漢全裸下車 3 （1月22日、ナチュラルハイ）
- memories 〜女子校生とビデオ日記〜 （2月7日、BeFree）
- みゆときょうこ （2月13日、無垢）
- 新入学 音大生 （4月7日、BeFree）
- R-素人 1 （4月22日、プレステージ）
- ロリはめ BLACK （4月24日、I.B.WORKS）
- 微乳A とっても感じる小っちゃいおっぱい （5月5日、ドリームチケット）
- 家庭教師 密室Secret Study （5月7日、BeFree）
- kawaii* kawaii girl 29 みゆ （5月25日、kawaii*）
- 調教×美少女M （6月12日、Up'S）
- ゴックン記念日 （6月15日、ワープエンタテインメント）
- 微乳な私を調教してください。 初めてのSM調教記録 （7月7日、アタッカーズ）
- 女子校生・イラマチオ （7月15日、ワープエンタテインメント）
- TMAスクール水着Bible 2枚組8時間 （7月24日、TMA）
- セクシャル クラッシャー サムライ （8月7日、アタッカーズ）…共演:春風えみ
- アイコラの女 （8月7日、アタッカーズ）…共演:姫咲りりあ
- 100人のロ●ータ騎上位 4時間 （8月14日、I.B.WORKS）
- しばられたい わたし、ただのオモチャで、いいんです。 みゆ （8月15日、ドリームチケット）
- 一撃!!舌上発射 2 （8月15日、ワープエンタテインメント）
- メガザーメン一発大量顔射 3 （8月17日、レアル・ワークス）
- 東京中出し女子校生 13 （8月17日、S級素人）
- イカセッぱっ！ 犠牲者 （10月2日、グレイズ）
- やっぱり、君が好き 18歳・微乳レズビアン （10月5日、ワープエンタテインメント）…共演:希内あんな

### イメージビデオ
- アロマな綿パン （2009年2月5日、日本メディアサプライ） ※「北川裕美」名義